# Лунёв, Иван Федотович
Иван Федотович Лунёв (13 февраля 1896, Кубанская область — 23 февраля 1962, Одесса) — советский военный деятель, генерал-майор (1943).

## Начальная биография
Родился 13 февраля 1896 года в станице Расшеватская Кавказского отдела Кубанской области ныне Новоалександровского района Ставропольского края.

## Военная служба

### Первая мировая и гражданская войны
В августе 1915 года был призван в ряды Русской императорской армии и направлен в 122-й запасной батальон (218-й пехотный полк). В мае 1916 года при батальоне окончил учебную команду, после чего был направлен в особый батальон вольноопределяющихся в населенном пункте М. Лагодези, где служил на должности взводного командира. В конце декабря 1917 года был демобилизован в чине старшего унтер-офицера.
В июне 1918 года призван в ряды РККА и направлен в 1-ю отдельную конную сотню (1-й Кавказский народный стрелковый полк), в составе которой принимал участие в боевых действиях на Кубани, на реке Терек, а также в районе Ставрополя и Астрахани против войск под командованием генералов А. Г. Шкуро и В. Л. Покровского. В сентябре 1918 года с сотней прибыл под Царицын, где до апреля 1919 года принимал участие в боевых действиях против войск под командованием генерала П. Н. Краснова. Вскоре сотня была включена в состав отдельного кавалерийского дивизиона (37-я стрелковая дивизия), где Лунёв исполнял должности помощника командира взвода и помощника командира эскадрона. В октябре 1919 года кавалерийский дивизион был включён в состав 1-го конного полка (2-я горская кавалерийская бригада, 2-й сводный конный корпус), а Лунёв был назначен на должность командира эскадрона.
В феврале 1920 года был назначен на должность помощника командира, затем — на должность командира 122-го кавалерийского полка (21-я кавалерийская дивизия, 2-я Конная армия), а в августе — на должность командира кавалерийской бригады. Находясь на этих должностях, принимал участие в боевых действиях против войск под командованием генералов П. Н. Краснова, А. И. Деникина и П. Н. Врангеля в районах Царицына, Пролетарской, Новочеркасска, Краснодара, под Большим Токмаком, Мелитополем и Каховкой и в Крыму. За взятие в плен белогвардейского Марковского пехотного полка у с. Александровка Лунёв был награждён орденом Красного Знамени. В ходе боевых действий был трижды ранен и контужен. С ноября 1920 года участвовал в боевых действиях против войск под командованием Н. И. Махно.
В январе 1921 года был направлен на учёбу в Высшую объединённую военную школу старших строевых начальников, находившуюся во Смоленске. Во время учёбы принимал участие в ходе подавления Кронштадтского восстания, за что был награждён вторым орденом Красного Знамени.

### Межвоенное время
После окончания школы в сентябре 1922 года был назначен на должность помощника командира эскадрона в составе 9-го Быкадоровского кавалерийского полка (5-я кавалерийская дивизия). В феврале 1923 года в составе 11-го Камышинского кавалерийского полка был направлен в Восточную Бухару на Туркестанский фронт, где принимал участие в боевых действиях против басмачества. В сентябре 1923 года был назначен на должность командира эскадрона в составе 6-й отдельной кавалерийской бригады, дислоцированной в Новочеркасске.
В сентябре 1924 года был направлен на учёбу на кавалерийские курсы усовершенствования командного состава в Ленинграде, после окончания которых в 1926 году был назначен на должность командира отдельного кавалерийского эскадрона в составе 9-й Донской стрелковой дивизии (Северокавказский военный округ). В ноябре 1929 года был направлен на учёбу на отделение старшего начсостава кавалерийских курсов усовершенствования командного состава, после окончания которого в сентябре 1930 года был назначен на должность помощника командира 68-го кавалерийского полка (10-я кавалерийская дивизия), в феврале 1932 года — на должность начальника военно-хозяйственного снабжения 12-й кавалерийской дивизии, а в марте 1933 года — на должность командира и комиссара 28-го кавалерийского полка (5-я кавалерийская дивизия).
С июля 1934 года состоял в распоряжении Главного управления РККА. В мае 1935 года был назначен на должность помощника начальника, затем — на должности начальника Ставропольского военного конного завода № 3 и начальника Дубовского конного завода, в ноябре 1937 года — на должность начальника военного конного завода имени 1-й Конной армии, в ноябре 1940 года — на должность помощника командира 32-й кавалерийской дивизии (Киевский военный округ), в апреле 1941 года — на должность заместителя командира 219-й мотострелковой дивизии (25-й механизированный корпус).

### Великая Отечественная война
С началом войны находился на прежней должности
В августе 1941 года был назначен на должность командира 219-й стрелковой дивизии, принимавшей участие в ходе Смоленского сражения. В конце августа под Гомелем был ранен, после чего отправлен на лечение в госпиталь в Ахтырке. После выздоровления в начале сентября назначен на должность командира 295-й стрелковой дивизии, принимавшей участие в ходе Киевской оборонительной операции, во время которой дивизия понесла тяжёлые потери и до 26 сентября 1941 года вела боевые действия в окружении, из которого вышло около 500 человек. В конце сентября дивизия была расформирована.
С октября находился под следствием в органах НКВД, но в апреле 1942 года ввиду отсутствия состава преступления все обвинения были сняты, и в мае он назначен на должность командира 8-го кавалерийского корпуса, который принимал участие в боевых действиях в ходе Воронежско-Ворошиловоградской оборонительной, Воронежско-Касторненской и Харьковской наступательных операций.
В октябре был назначен на должность заместителя командующего по тылу 3-й армии, а в июле 1943 года — на должность заместителя командующего по тылу 6-й армии. Находясь на этих должностях, принимал участие в боевых действиях в ходе Донбасской, Никопольско-Криворожской, Березнеговато-Снигирёвской и Одесской наступательных операций.
В июле 1944 года был назначен на должность заместителя командующего по тылу — начальника тыла 6-й армии, которая принимала участие в ходе Сандомирско-Силезской и Нижнесилезской наступательных операций, а также в ликвидации окруженной группировки в районе Бреслау. В начале мая 1945 года был назначен на должность начальника тыла — заместителя командующего по тылу 65-й армии.

### Послевоенная карьера
После окончания войны находился на прежней должности, а с декабря 1945 года состоял в распоряжении начальника Тыла Красной Армии.
В мае 1946 года вышел в запас по болезни. Умер 23 февраля 1962 года в Одессе.

## Награды
- Орден Ленина (21.02.1945)[2];
- Четыре ордена Красного Знамени (16.02.1922, 31.05.1922[3], 19.03.1944[4], 3.11.1944[5]);
- Медали.